# Kunskapens träd

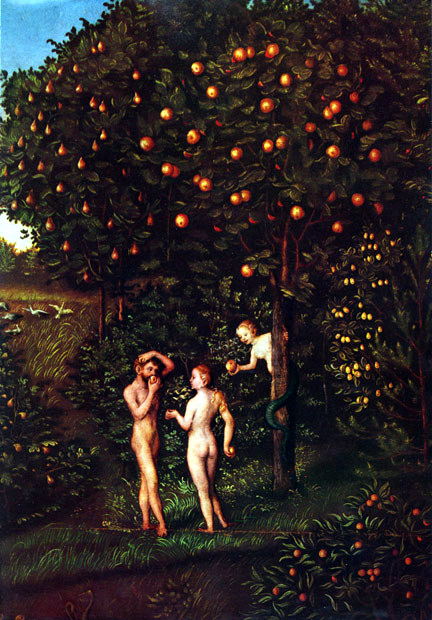
Kunskapens träd (Lucas Cranach d.ä.)

Kunskapens träd (på gott och ont) eller trädet som ger kunskap om gott och ont ett träd som särskilt omnämns i Bibelns skapelseberättelse, i Första Mosebokens andra kapitel. Det växte mitt i Edens trädgård, tillsammans med Livets träd. 
Kunskapens träd var fruktbärande, men Adam och Eva förbjöds av Herren Gud att äta av frukterna från just det trädet. Om de åt av frukten från trädet skulle de dö hade Gud sagt till dem. Adam och Eva lät sig övertalas av ormen att äta av trädets frukter. De fick därigenom kunskap om att det inte var bra att visa sig nakna, och gömde sig för Gud. En konsekvens blev att de förvisades från Eden så att de inte kunde äta av Livets träd och leva för evigt. Inom judendom och islam finns motsvarande berättelse om syndafallet och den förbjudna frukten. I Koranen åts den förbjudna frukten istället från "det eviga livets träd".
Uttryckssättet "kunskapens träd på gott och ont" är ett äldre sätt att säga "kunskapens om gott och ont träd". Båda dessa uttryckssätt kan idag missförstås. I Bibel 2000 översätts i stället uttrycket till Trädet som ger kunskap om gott och ont.
Bibeln ger ingen antydan om hur frukten från kunskapens träd såg ut, men de har traditionellt ofta avbildats som äpplen inom kristendomen.